# Adige autonóm terület
Az Adige autonóm terület a Szovjetunió, azon belül az Oroszországi Szovjet Szövetségi Szocialista Köztársaság egyik autonóm területe volt 1922. július 27. és 1991. július 3. között. 1928-ig hivatalos, de nem használt neve Adige-Cserkesz autonóm terület volt.
Székhelye 1936-ig Krasznodar, utána Majkop volt.

## Története

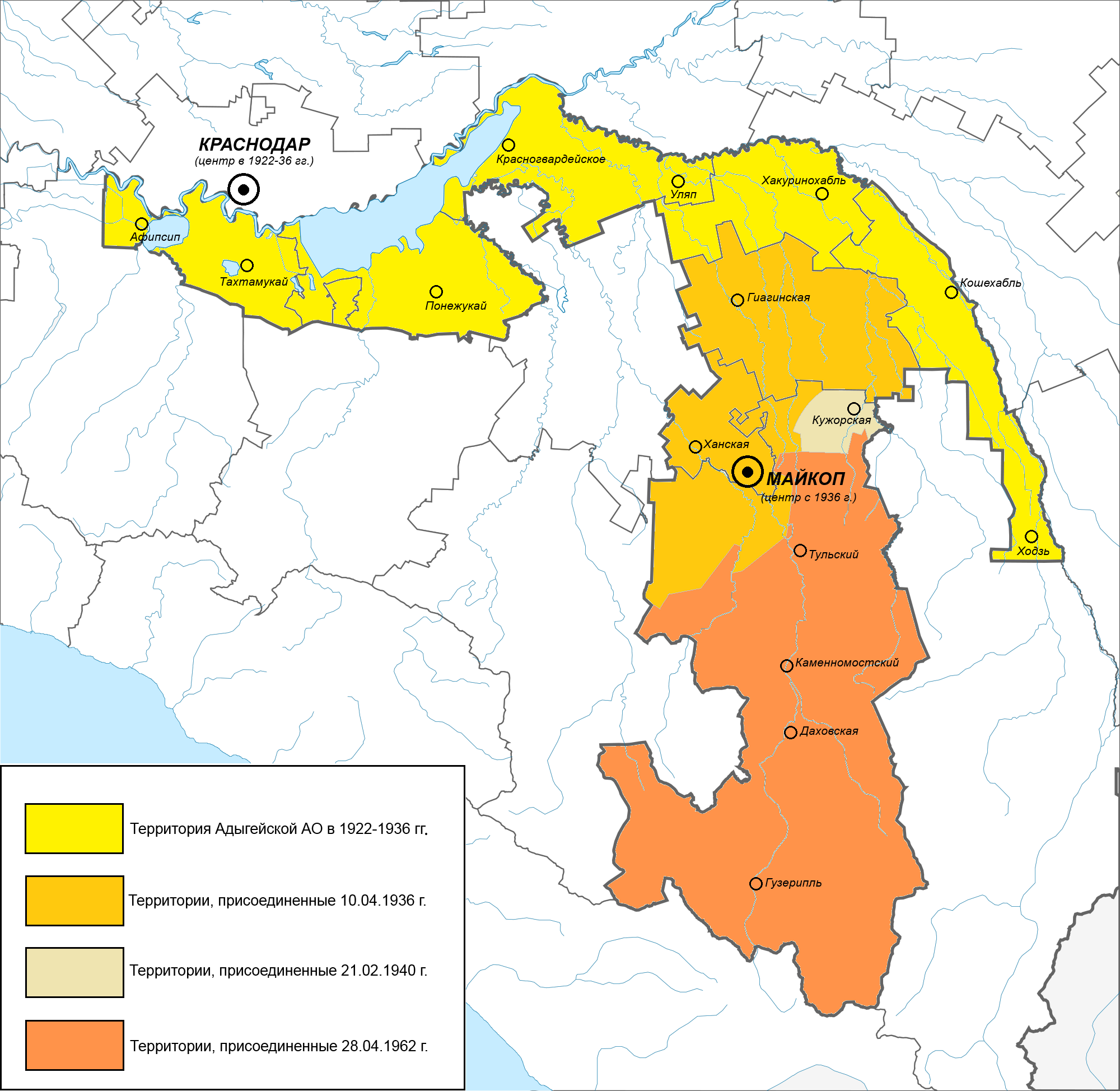
Az Adige AT területi növekedése (1922 – sárga, 1936 – világos narancs, 1962 – sötét narancs)

- 1922. július 27-én kialakítják az Adige(-Cserkesz) autonóm területet.
- 1922. augusztus 24-től az Észak-kaukázusi terület (Krasznodari terület) igazgatása alá helyezik.
- 1928. augusztus 3-án átnevezik Adige autonóm területté.
- 1929. február 7-én három járás alakult: Krasznogvargyejszkojei járás, Tyeucsezsszki járás és Sovgenov járás.
- 1934. január 10-én az autonóm területet az Azov-Fekete-tengeri területhez csatolták.
- 1934. december 28-án két új járást alakítottak ki: Kosehabli járás és Tahtamukaji járás.
- 1936. április 10-én az autonóm területhez csatolták Majkop városát, a Majkopi járást és a Giaginszkajai járást az Azov-Fekete-tengeri területtől. Az autonóm terület székhelyét Majkopba helyezték át.
- 1937. szeptember 13-án az autonóm területet a Krasznodari határterülethez csatolták.
- 1940. február 21-én ismét módosították az AT közigazgatását, de új járás nem alakult.
- 1962. április 28-án a Krasznodari határterület Tulai járása csatlakozott a Majkopi járáshoz,ezzel az Adige AT elérte legnagyobb területi kiterjedését.
- 1990. október 5-én az Adige Nemzeti Tanács kinyilvánította függetlenségét a Szovjetuniótól, ezzel együtt az elnevezése is Adige Köztársaságra módosult.
- 1990. december 15-én Adigeföld bejelentette kilépését a Krasznodari határterületből, ezt az Orosz Népi Képviselőtanács Második Kongresszusa elfogadta, és módosította az Oroszországi SZSZSZK alkotmányát, amely eltörölte az addigi összes autonóm területet (a Zsidó AT kivételével).[2]
- 1991. július 3-án az Orosz Legfelsőbb Szovjet is elfogadta az alkotmánymódosítást.[3][4]
- 1992. március 23-tól hivatalosan is Adige Köztársaság.[5]
- 1992. április 21-én csatlakozott az Orosz Föderációhoz.[6][7]

## Közigazgatás
1985. január 1-jén véglegesítették a közigazgatási felosztást. Ezek szerint két területi városa (Majkop, Adigejszk) és 7 járása volt. Ezek:
1. Giaginszkajai járás
2. Kosehabli járás
3. Krasznogvargyejszkojei járás
4. Majkopi járás
5. Tahtamukaji járás
6. Tyeucsezsszki járás
7. Sovgenov járás

## Népesség
A népesség változása az autonómia területén :
| Év   | Terület (négyzetkilométer) | Létszám    |  |
| ---- | -------------------------- | ---------- |  |
| 1930 | 3 015                      | 113 700 fő |  |
| 1939 | 3 048                      | 241 799 fő |  |
| 1959 | 3 900                      | 284 690 fő |  |
| 1970 | 7 600                      | 385 644 fő |  |
| 1979 | 7 600                      | 404 504 fő |  |
| 1989 | 7 600                      | 432 588 fő |  |

Az 1979-es népszámlálás alapján a nemzetiségi összetétel a következő volt:
| Nemzetiség | Létszámuk  | Arányuk |
| ---------- | ---------- | ------- |
| Oroszok    | 285 626 fő | 70,6%   |
| Adigék     | 86 388 fő  | 21,4%   |
| Ukránok    | 12 078 fő  | 3%      |
| Örmények   | 6 359 fő   | 1,6%    |
| Tatárok    | 2 415 fő   | 0,6%    |
| Belaruszok | 2 244 fő   | 0,6%    |

## Fordítás
Ez a szócikk részben vagy egészben  a(z)   Адыгейская автономная область című orosz Wikipédia-szócikk ezen változatának fordításán alapul.  Az eredeti cikk szerkesztőit annak laptörténete sorolja fel. Ez a jelzés csupán a megfogalmazás eredetét és a szerzői jogokat jelzi, nem szolgál a cikkben szereplő információk forrásmegjelöléseként.